# Rosanna Flamer-Caldera

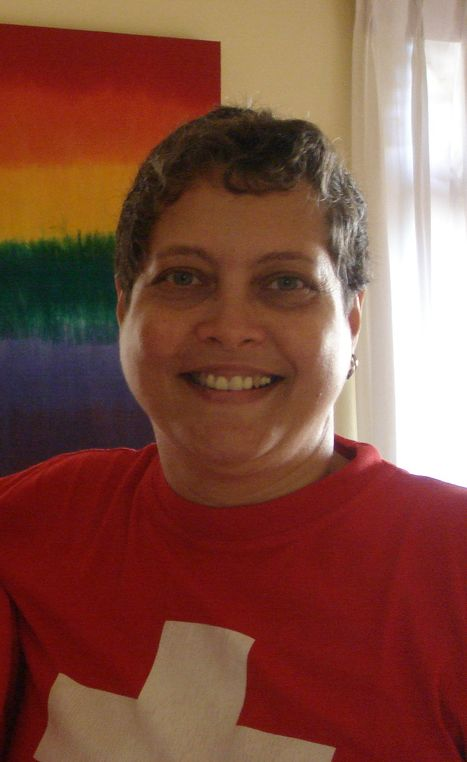
Rosanna Flamer-Caldera, 2007

Rosanna Flamer-Caldera (* 16. März 1956 auf Ceylon) war von 2003 bis 2008 Co-General-Sekretärin der International Lesbian and Gay Association (ILGA), dem weltweiten Dachverband der Lesben-, Schwulen- und Transgenderorganisationen. Sie ist Koordinatorin der Women’s Support Group, der einzigen Organisation für homosexuelle Frauen in Sri Lanka, sowie Gründungsmitglied und Geschäftsführerin von Equal Ground, der einzigen gemischten LGBTI-Gruppe in Sri Lanka. Neben Berichten für Equal Ground hat sie mit Elmer`s Elephant Tales auch ein Kinderbuch veröffentlicht, das 2017 neu aufgelegt wurde.

## Leben und Wirken
Rosanna Flamer-Caldera wurde in Sri Lanka geboren und ist zum Teil holländischer Abstammung. Mit 18 Jahren immigrierte sie in die Vereinigten Staaten. Dort arbeitete sie zunächst in der Kontaktlinsen-Herstellung. Danach war sie zwölf Jahre in einem Reisebüro angestellt.
Nach 15 Jahren in den USA kehrte sie in das Land ihrer Geburt zurück, wo auch ihre Eltern lebten. In Sri Lanka betrieb sie zunächst zwei Jahre gemeinsam mit einem professionellen Golfer einen Golfladen. Danach arbeitete sie in der Werbung und im Eventmarketing. Zu dieser Zeit begann sie sich in der Umweltbewegung zu engagieren. 1998 starb Flamer-Calderas Vater. Ihre Mutter, obwohl katholisch erzogen, unterstützte ihre offen lesbisch lebende Tochter in ihrer späteren Arbeit als Aktivistin der organisierten LGBTI-Bewegung.
Flamer-Caldera veröffentlichte 1996 mit Elmer`s Elephant Tales ein Kinderbuch, das von Rhuani Rambukwelle illustriert wurde und mit dem sie Kindern auf unterhaltsame Weise Liebe und Respekt für die Natur beibringen möchte. Der junge Elefant Elmer lebt im Dschungel und stößt eines Tages auf die Menschen, vor denen ihn seine Mutter immer gewarnt hatte. Alsdann beginnt eine aufregende Reise. Begleitet und unterstützt von seinen neuen Freunden Kozuma und Boy, versucht er, zurück zu seiner Herde zu finden. Das Buch wurde 2017 vom Verlag Tamarind Hill Press neu aufgelegt.
Seit 1999 setzt sich Flamer-Caldera aktiv für die Rechte von queeren Menschen ein. In diesem Jahr war sie Mitbegründerin der Women’s Support Group. Ab 2001 arbeitete sie für die International Lesbian and Gay Association, zunächst als weibliche Repräsentantin Asiens im ILGA Executive Board. In dieser Funktion organisierte sie unter anderem 2002 die erste ILGA Asia Regional Conference in Mumbai. 2003 wurde sie zur Co-General-Sekretärin der ILGA gewählt. Damit war sie gemeinsam mit Philipp Braun an der Spitze der ILGA. Sie wurde außerdem Mitglied des internationalen Beirates der Hirschfeld-Eddy-Stiftung.
2004 gründete sie mit anderen Aktivisten Equal Ground, dessen Geschäftsführerin sie bis heute ist. In dieser Funktion steht sie im Austausch mit Bürgerrechts- und Menschenrechtsorganisationen und Botschaftsvertretern, veröffentlicht Berichte und sammelt Spendengelder. Die Organisation setzt sich unter anderem gegen Zwangsheirat ein, veranstaltet Aufklärungskurse über HIV/AIDS und bietet eine anonyme Hotline. Sie organisiert öffentliche LGBT-Veranstaltungen wie die jährliche Pride in Columbo, die von Flamer-Caldera eröffnet wird. Außerdem versucht sie die Akzeptanz querer Menschen in Sri Lanka zu verbessern, wo homosexuelle Handlungen nach dem Strafgesetzbuch, Artikel 365A, immer noch offiziell verboten sind. Zur Eröffnung der von Equal Ground organisierten Modeshow Rainbow Runway 2010 wandte sich Flamer-Caldera mit der Bitte an die Regierung, den Paragraphen abzuschaffen. Premierminister D. M. Jayaratne signalisierte daraufhin Gesprächsbereitschaft, es kam jedoch nicht zu diesem Gespräch.
2005 wurde Flamer-Caldera mit dem Utopia Award ausgezeichnet, da sie sich sowohl in Sri Lanka als auch international für die Rechte der LGBTI eingesetzt und die Öffentlichkeit über Presse, Funk und Fernsehen auf die Probleme homosexueller Menschen aufmerksam gemacht habe.
2008 endete Flamer-Calderas Amtszeit bei ILGA, ihre Nachfolgerin ist Gloria Careaga Pérez aus Mexiko.

## Publikationen

### Berichte mit Equal Ground
- mit Ranjan Karunaratne und Emily Paul: Human, right? Mit einem Vorwort von Radhika Coomaraswamy. Equal Ground, Colombo 2005.
- mit Damith Chandimal: Analyzing the culture of transphobia: the situational assessment on stigma, discrimination and violence faced by transgender persons in Sri Lanka. Equal Ground, Colombo 2014.

### Kinderbuch
- Elmer`s Elephant Tales. Illustrationen von Rhuani Rambukwelle. Gray Cat Productions, Sri Lanka 1996.
  - Neuauflage bei Tamarind Hill Press 2017. ISBN 978-1-9998152-3-3.